# Los Gigantes
Los Gigantes ("Az óriások") üdülővároska Tenerife nyugati partján, a Kanári-szigeteken, Santiago del Teide önkormányzatban. Nevét fő nevezetességéről: az Acantilados de Los Gigantesről, a tengerparton 500-850 méter magasra emelkedő meredek sziklafalakról kapta.
Déli szomszédai Puerto de Santiago és Playa de la Arena üdülőhelyek. Három kilométerre északra tőle van Masca falu, amelyet hajóval vagy kocsival lehet megközelíteni. 
A városnál a tengeren betonfalakkal körülvett marina enyhíti az óceáni hullámzást. A sziklák és a kihajókat kiszolgáló marina között kis, fekete homokos strand húzódik, sétálóutcával és sok étteremmel. A kikötőhöz közel van egy lido is.

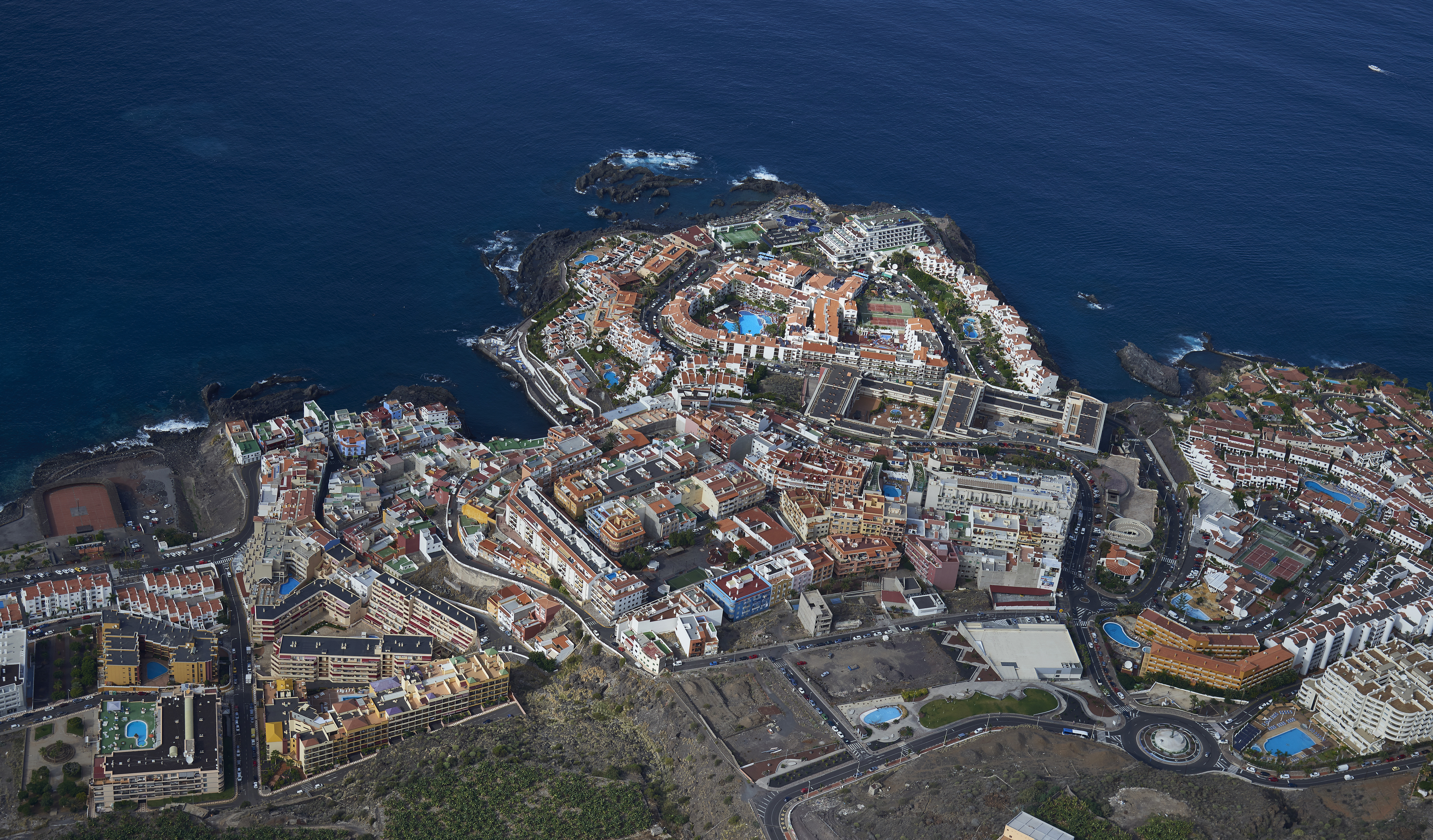
Légifotó Los Gigantesről

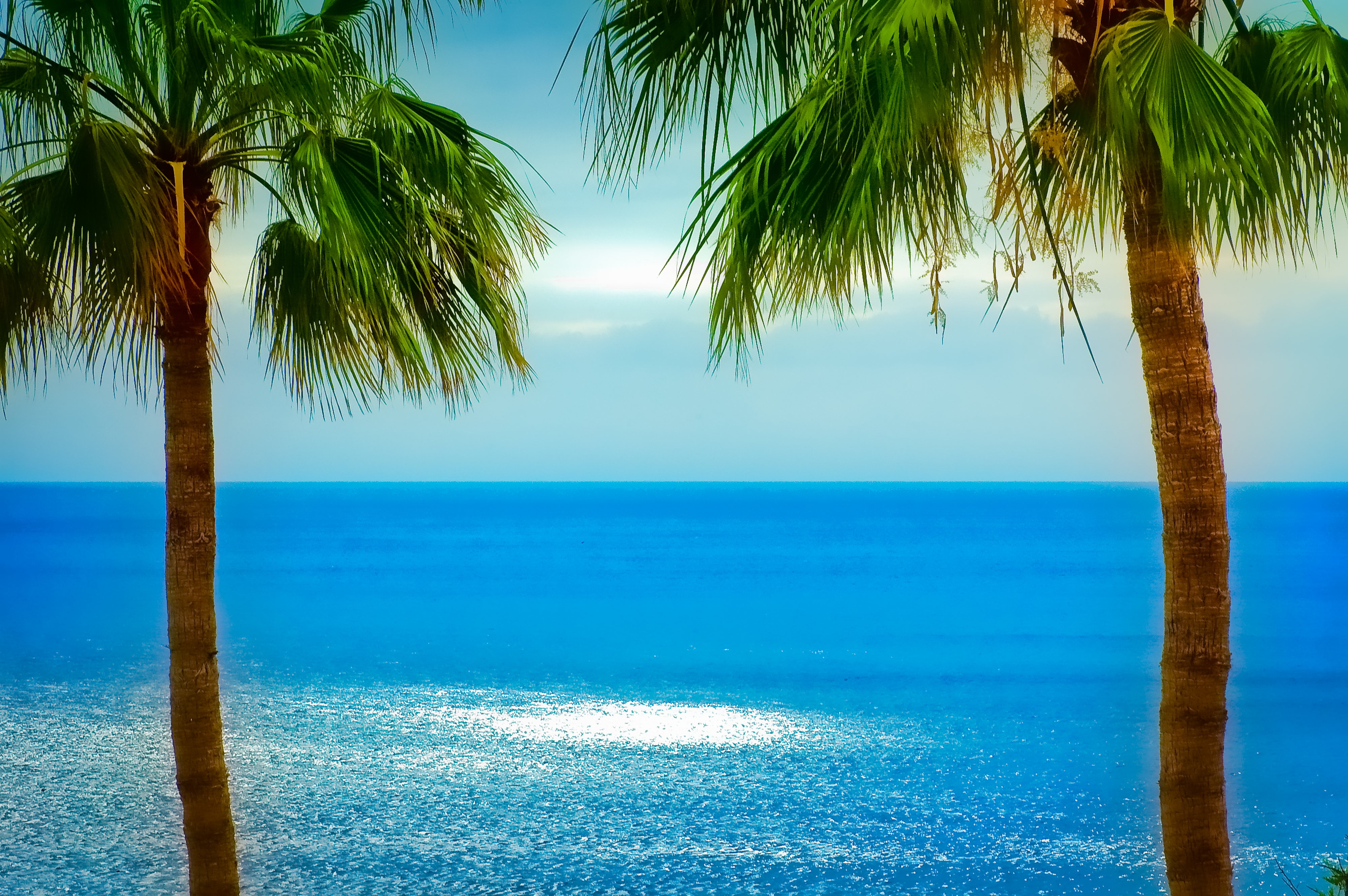
Los Gigantes

Los Gigantes sziklafalai Tenerife egyik fő turistalátványossága. A városkában három kilátópont van: az egyik a Tamaimóba vezető főúton, a másik a sportklub felett és a harmadik tengerparti ösvényen, a Barcelo hotel közelében. A városban sok kis bolt és étterem várja a turistákat, főképp a templom és a plaza körüli egyirányú úthurokban. Csak egy szálloda van, de nagyon sok a bérelhető apartman.
A városkában minden februárban karnevál van. 

## Neves lakosai
Hans Henning Atrott (1944) német filozófus, kegyeshalál-aktivista.

## Fordítás
- Ez a szócikk részben vagy egészben  a   Los Gigantes című angol Wikipédia-szócikk ezen változatának fordításán alapul.  Az eredeti cikk szerkesztőit annak laptörténete sorolja fel. Ez a jelzés csupán a megfogalmazás eredetét és a szerzői jogokat jelzi, nem szolgál a cikkben szereplő információk forrásmegjelöléseként.